# Cirolana conditoria
Cirolana (Anopsilana) conditoria là một loài chân đều trong họ Cirolanidae. Loài này được Bruce & Iliffe miêu tả khoa học năm 1993.